# Кам'яна індустрія
Кам'яна індустрія
Кам'яна індустрія або технокомплекс — це типологічна класифікація кам'яних знарядь праці в археології кам'яної доби.
Кам'яна індустрія складається з низки кам'яних збірок, що зазвичай включає декілька різних типів знарядь праці, які згруповані разом на основні спільних технологічних або морфологічних характеристик. Наприклад: Ашельська індустрія включає ручні сокири, рубила, скребла та інші інструменти різної форми, але всі вони були виготовлені шляхом симетричного зменшення двостороннього ядра, що утворювало великі відщепи. Індустрії зазвичай називають на честь стоянок, де ці характеристики були вперше виявлені (мустьєрська індустрія названа на честь стоянки Ле-Мустьє). На противагу цьому, неолітичні наконечники сокир з Ленґдейльської сокирної індустрії були визнані типовими задовго до того, як центр у Ґрейт Ленґдейл був ідентифікований за знахідками дебетажу та інших залишків виробництва, і підтверджений петрографією (геологічний аналіз). Камінь видобували в кар'єрі і там же виготовляли грубі наконечники сокир, які потім допрацьовували і полірували в іншому місці.
У таксономічній класифікації артефактів індустрії стоять вище, ніж археологічні культури. Культури зазвичай визначають за низкою різних типів артефактів і вважають, що вони пов'язані з певною культурною традицією. На противагу цьому, індустрії визначаються за основними елементами кам'яного виробництва, які могли використовуватися багатьма не пов'язаними між собою людськими групами протягом десятків або навіть сотень тисяч років, і в дуже широких географічних межах. Стоянки, де виробляли знаряддя праці ашельської індустрії, простягаються від Франції до Китаю, а також Африки. Вважається, що зміни між кам'яними індустріями відображають основні віхи людської еволюції, такі як зміни в когнітивних здібностях або навіть заміну одного людського виду іншим. Однак, результати досліджень стародавньої ДНК описують кілька змін і періодів застою в європейських популяціях, які не знаходять сильного відображення в сучасних культурних таксономічних структурах. Тому артефакти однієї індустрії можуть походити з різних культур.